# Глаголев Василь Васильович
Глаго́лев Васи́ль Васи́льович (*21 лютого (4 березня) 1896 Калуга — †21 вересня 1947, Москва) — радянський воєначальник, четвертий Командувач ПДВ СРСР (квітень 1946 — вересень 1947), генерал-полковник (15.07.1944), Герой Радянського Союзу (01.11.1943).

## Життєпис
Під час Першої світової війни — рядовий.
У Червоній армії з 1918. Учасник Громадянської війни на Уралі і Північному Кавказі в 1919—20.
Закінчив Бакинські командні курси (1921), курси удосконалення комскладу (1926 і 1931) і курси удосконалення вищого начскладу при Військовій академії ім. М. В. Фрунзе (1941).
У міжвоєнний період займав посади від командира ескадрону до командира дивізії, був на штабній роботі.
В період Німецько-радянської війни командир 42-ї кавалерійської дивізії (липень 1941 — квітень 1942), потім 73-ї (квітень — жовтень 1942) і 176-ї (жовтень — листопад 1942) стрілецької дивізій. З листопада 1942 до лютого 1943 командир 10-го гвардійського стрілецького корпусу, згодом командувач арміями: 9-ю (лютий — березень 1943), 46-ю (березень 1943 — травень 1944), 31-ю (травень — грудень 1944), 9-ю гвардійською (з грудня 1944 до кінця війни), що мали у своєму складі з'єднання та частини повітрянодесантних військ.
Брав участь у боях за Крим (1941), у битві за Кавказ (1942—1943), у Курській битві і битві за Дніпро (1943), в операціях з визволення Правобережної України (1944), у Білоруській (1944), Балатонській, Віденській і Празькій операціях (1945).
Уміло керував військами армії. Полководницький талант воєначальника найповніше виявився при проведенні Віденської наступальної операції і боїв з добірними танковими дивізіями СС: 3-тю «Мертва голова», 2-ю «Рейх», 12-ю «Гітлерюгенд» біля озера Балатон.
За уміле керівництва військами, особисту мужність і героїзм 1 листопада 1943 року присвоєне звання Героя Радянського Союзу.
Після війни продовжував командувати армією, з квітня 1946 року — командувач повітрянодесантними військами.
Нагороджений 2 орденами Леніна, 2 орденами Червоного Прапора, 2 орденами Суворова 1-го ступеня, орденом Кутузова 1-го ступеня і медалями.
Помер на навчаннях у вересні 1947 року.